# Giunzione di Holliday

Una giunzione di Holliday

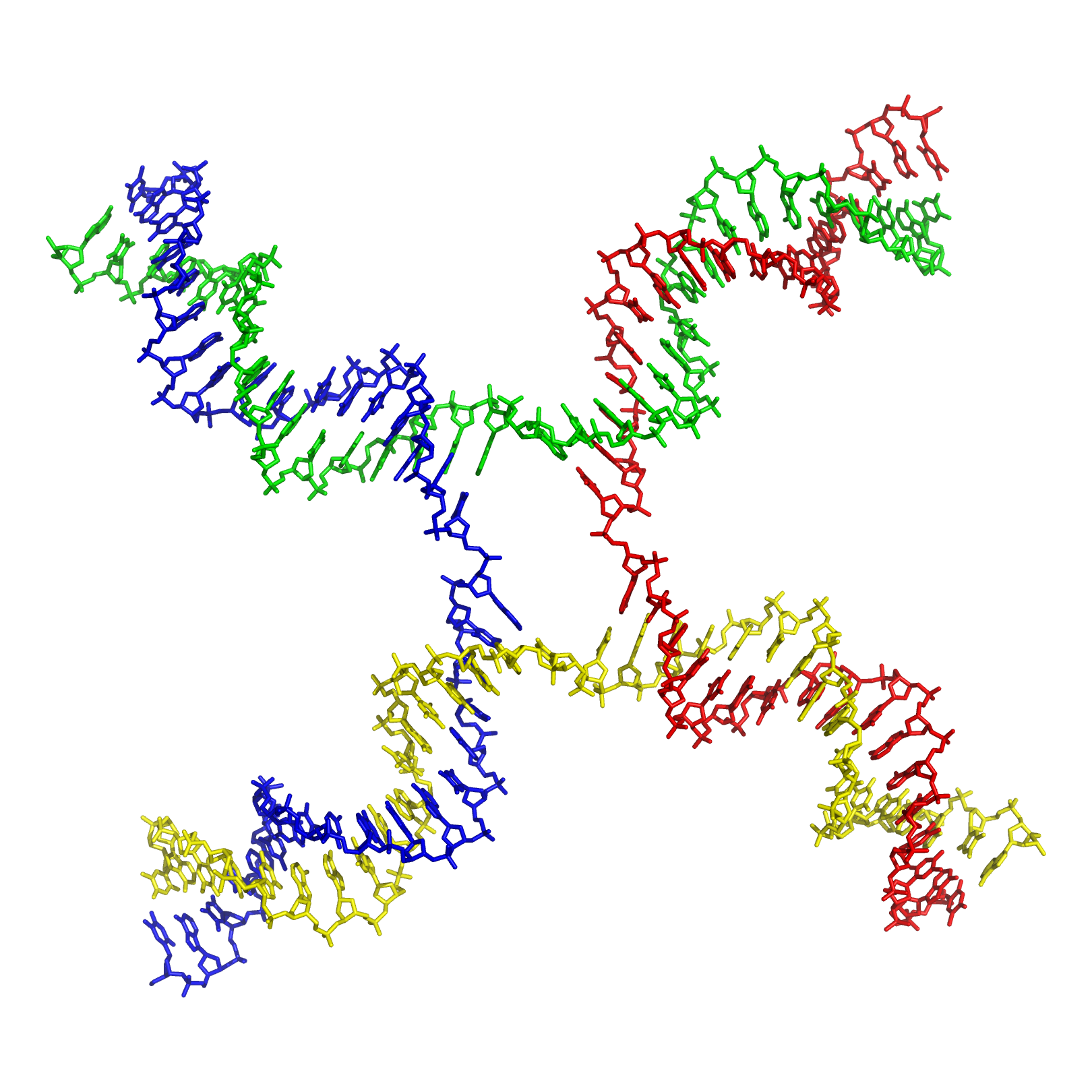
Struttura molecolare di una giunzione di Holliday. Fonte:.

Una giunzione di Holliday è una struttura mobile a croce composta da quattro filamenti di DNA, che prende il nome da Robin Holliday, che ne propose l'esistenza nel 1964 per spiegare un particolare scambio di materiale genetico nell'organismo Ustilago maydis, noto come ricombinazione omologa.
La mobilità di tali giunzioni è proprio dovuta al fatto che esse si formano tra sequenze omologhe, che permettono dunque lo scorrimento del DNA. Nei batteri, questo scorrimento è facilitato dal complesso di RuvABC o dalla proteina RecG, veri e propri motori molecolari in grado di utilizzare l'idrolisi dell'ATP per muovere le giunzioni. Per completare l'evento di ricombinazione, le giunzioni devono essere risolte: si devono cioè generare almeno due tagli nella struttura per rigenerare due duplex lineari.

## Meccanismo molecolare
L'evento cruciale del processo di ricombinazione è la connessione che si stabilisce fra due duplex di DNA. Quando le due emieliche di un cromosoma si rompono in punti corrispondenti, ciascun filamento lascia il suo partner e si appaia con il filamento complementare del cromosoma omologo. Lo scambio reciproco crea una connessione fra i due duplex di DNA, generando quella che è definita una molecola congiunta. Il punto in cui il singolo filamento di DNA passa da un duplex all'altro prende il nome di giunzione ricombinante. Nel sito di ricombinazione ciascun duplex ha una regione in cui ciascuno dei filamenti deriva da un diverso DNA parentale; tale regione è definita DNA ibrido o DNA eteroduplex.
Un'importante caratteristica di una giunzione ricombinante è la sua capacità di spostarsi lungo il duplex, in un processo che è detto migrazione della ramificazione. Il punto di ramificazione può migrare in entrambe le direzioni, mano a mano che un filamento viene spostato sull'altro. Ciò consente al punto di crossing-over nell'intermedio di ricombinazione di muoversi in entrambe le direzioni.

## Il sistema Ruv
Il passaggio più critico nella ricombinazione è la risoluzione delle giunzioni, fatto che determina se ci sarà una ricombinazione reciproca oppure un'inversione della struttura che lascia soltanto un breve tratto di DNA ibrido. La migrazione della ramificazione a partire dal sito di scambio determina la lunghezza della regione di DNA ibrido.
In Escherichia coli, le proteine che stabilizzano e risolvono le giunzioni di Holliday sono i prodotti dei geni Ruv.
- RuvA riconosce la struttura della giunzione di Holliday legandosi a tutti e quattro i filamenti di DNA nel punto di crossing-over, sul quale la proteina forma due tetrameri che chiudono il DNA ai due lati.
- RuvB è una elicasi esamerica con attività ATPasica, che costituisce il motore per la migrazione della ramificazione. Gli anelli esamerici di RuvB si legano intorno a ciascun duplex di DNA a monte del punto di crossing-over.
- Ruv C è una endonucleasi che taglia le giunzioni di Holliday, risolvendo gli intermedi della ricombinazione. Una sequenza tetranucleotidica asimmetrica (ATTG) costituisce un punto caldo per RuvC, che può dirigere la risoluzione verso una coppia particolare di filamenti.

È possibile che le proteine Ruv facciano parte di un resolvasoma, un complesso formato da enzimi che catalizzano sia la migrazione della ramificazione sia la risoluzione della giunzione. Le cellule di mammifero contengono complessi simili, senza però alcuna correlazione con le proteine batteriche.